# Allotrie à ventre roux
Pteruthius rufiventer
Espèce
Statut de conservation UICN

 LC  : Préoccupation mineure
L’Allotrie à ventre roux (Pteruthius rufiventer) est une espèce de passereaux de la famille des Vireonidae.

## Répartition
Cet oiseau peuple les zones montagneuses forestières de l'Himalaya, du Patkai et du Yunnan.
Il se rencontre au Bhoutan, en Birmanie, en Chine, en Inde, au Népal et au Viêt Nam.

## Liste des sous-espèces
Selon GBIF (16 août 2023) :
- Pteruthius rufiventer delacouri Mayr, 1941
- Pteruthius rufiventer rufiventer Blyth, 1842

## Systématique
Le nom valide complet (avec auteur) de ce taxon est Pteruthius rufiventer Blyth, 1842.
Ce taxon porte en français le nom vernaculaire ou normalisé suivant : Allotrie à ventre roux.